# NGC 3139
NGC 3139 is een lensvormig sterrenstelsel in het sterrenbeeld Waterslang. Het hemelobject werd in 1886 ontdekt door de Amerikaanse astronoom Francis Preserved Leavenworth.

## Synoniemen
- MCG -2-26-34
- NPM1G -11.0259
- PGC 29583